# Stelis nasuta
Stelis nasuta är en biart som först beskrevs av Pierre André Latreille 1809. Stelis nasuta ingår i släktet pansarbin och familjen buksamlarbin. Inga underarter finns listade.

## Beskrivning
Stelis nasuta är ett övervägande svart bi med krämfärgade fläckar på bakkroppens sidor samt med röda ben. Hanen har även krämfärgad clypeus (munsköld) och krämfärgade markeringar i ansiktet. Honan har en kroppslängd av 7 till 10 mm, hanen 6 till 8 mm.

## Ekologi
Stelis nasuta är specialiserad på kransblommiga växter, som styvsyska, kritsuga, stortimjan samt gamandrarna gamander och Teucrium montanum. Flygtiden varar från mitten av maj till augusti.

### Fortplantning
Arten är kleptoparasitisk; honan tränger in i bon av tapetserarbin, som bland andra Megachile parietina, Megachile pyrenaica och Megachile sicula samt lägger sina ägg där. Larven äter upp värdartens ägg eller larv och lever sedan av matförrådet. Det förekommer att honan kan lägga flera ägg i samma värdcell; de resulterande larverna delar då på matförrådet.

## Utbredning
Stelis nasuta är framför allt en medelhavsart; den förekommer i Sydeuropa och Mellaneuropa i höjd med Thüringen och Sachsen-Anhalt i Tyskland. Den har även påträffats i Nordafrika och västra Centralasien.